# قائمة المعارك قبل 301

## ترتيب زمني

### بحلول الحقبة
- قائمة المعارك قبل 301
- قائمة المعارك 301-1300
- قائمة المعارك 1301–1600
- قائمة المعارك 1601-1800
- قائمة المعارك 1801-1900
- قائمة المعارك 1901-2000
- قائمة معارك 2001-الوقت الحالي

## ما قبل 301 قبل الميلاد
| معركة                             | تاريخ             | مقاتل 1                              | مقاتل 2                               | نتيجة |
| --------------------------------- | ----------------- | ------------------------------------ | ------------------------------------- | --- |
| معركة رأس الثور                   | 3250 ق.م          | - مصر العليا                         | - نقادة                               | - هزيمة الملك رأس الثور امام الملك عقرب الأول                                                                                |
| توحيد مصر العليا والسفلى          | 3000 ق.م          | - مصر العليا                         | - مصر السفلى                          | - تم توحيد مصر العاليا و السفلى. - بدء الاسرة الفرعونية الاولى . - تم بناء مدينة منف بين الدلتا و الصعيد لتأمين وحدة البلاد. |
| حملة حور عحا في النوبة            | 2990 ق.م          | - المملكة المصرية الموحدة            | - النوبة                              | - نجاح حملة حور عحا علي النوبة . - نشاط المستوطنات المصرية في بيبلوس وعلى طول الساحل اللبناني .                              |
| معركة سكنة الكهوف الكاذبة         | 2900 ق.م          | - النوبة - قبيلة يونتيو الآسيوية     | - المملكة المصرية الموحدة             | - هزيمة قبيلة يونتيو الآسيوية . - انتصار الملك دن                                                                            |
| توحيد مصر العليا والسفلى الثاني   | 2740 ق.م          | - مصر العليا                         | - مصر السفلى                          | - توحيد مصر العليا و السفلى علي يد الملك خع سخموي                                                                            |
| حملة إين مي باراكي سي علي عيلام   | 2650 ق.م          | - عيلام                              | - كوش                                 | - تم احتلال عيلام من قبل الملك إين مي باراكي سي                                                                              |
| معركة بانكوان                     | 2500 ق.م          | - قبيلة شينونغ                       | - قبيلة يوشونغ                        | - انتصار قبيلة يوشونغ - دمج قبيلة شينونغ و يوشونغ لتكوين قبيلة يانهونج                                                       |
| معركة زولو                        | 2500 ق.م          | - قبيلة يانهونج                      | - قبائل جيولي                         | - انتصار قبيلة يانهونج - بدء حضارة هواشيا - نفي وإخضاع قبائل جيولي                                                           |
| معركة اوروك                       | 2271 ق.م          | - الإمبراطورية الأكدية               | - المدن السومرية ( السومريين )        | - انتصار الإمبراطورية الأكدية                                                                                                |
| معركة مينجتاو                     | 1600 ق.م          | - عشيرة شيا                          | - قبيلة شانغ                          | - انتصار قبيلة شانغ - انهيار عشيرة شيا                                                                                       |
| معركة الملوك العشرة               | 1500 ق.م          | - الهند الآرية بقيادة تيرتسو بهاراتا | - المماليك العشرة                     | - انتصار تيرتسو بهاراتا - ظهور مملكة كورو                                                                                    |
| معركة مجدو (القرن الخامس عشر ق.م) | 16 أبريل 1457 ق.م | - الإمبراطورية المصرية               | - الكنعانيون - القادشيون - اهالي مجدو | - انتصار الجيش المصري |
| معركة أريحا                       | 1400 ق.م          | - طوائف بني إسرائيل                  | - الكنعانيون                          | - انتصار حاسم لبني إسرائيل                                                                                                   |